# Will Bratt

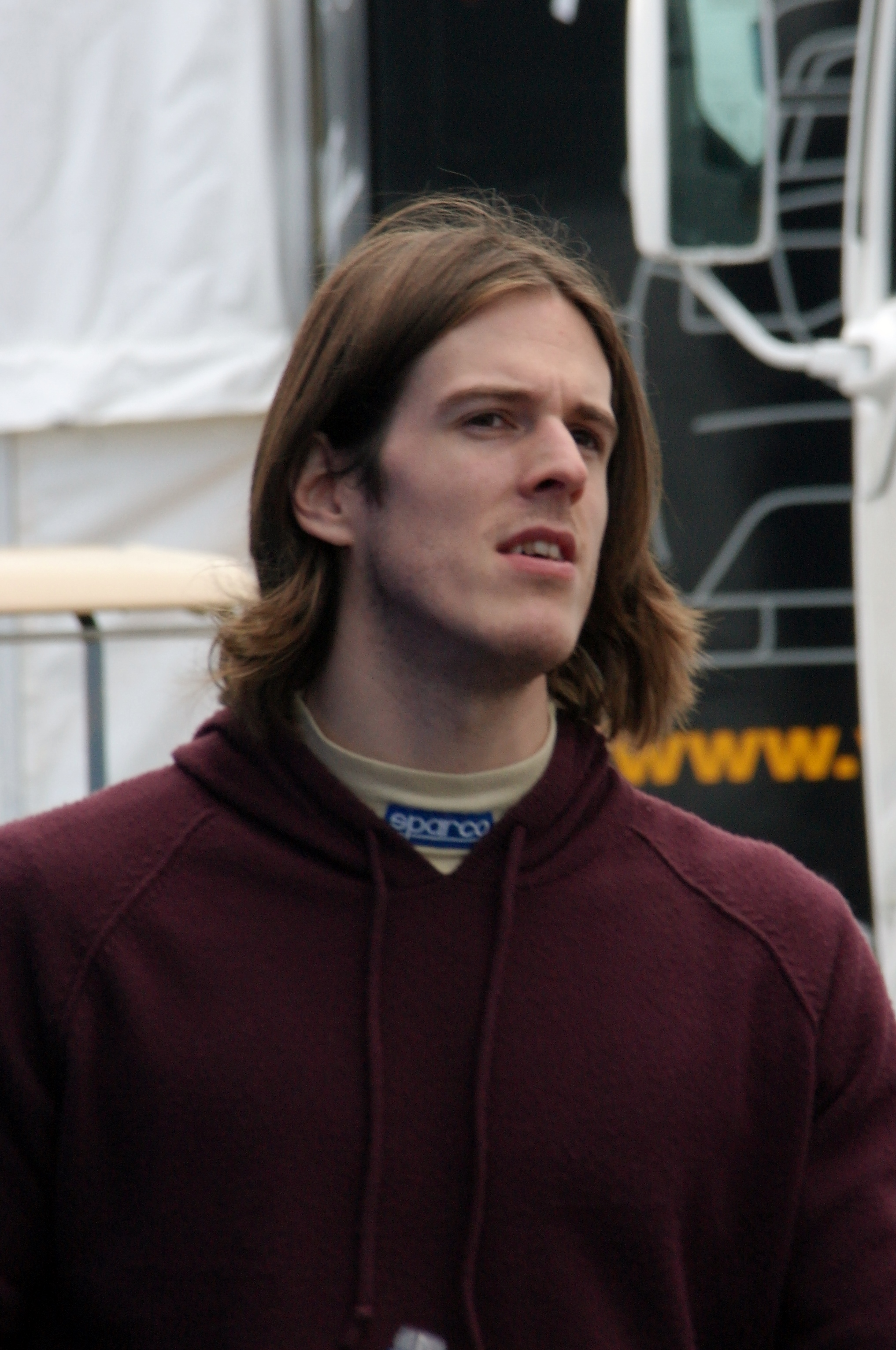
Will Bratt (2013)

William „Will“ Bratt (* 13. April 1988 in Banbury) ist ein britischer Automobilrennfahrer. Er wurde 2009 Meister in der Euroseries 3000. Er trat 2010 und 2011 in der FIA-Formel-2-Meisterschaft an.

## Karriere
Nach drei Jahren im Kartsport wechselte Bratt 2003 in die T Cars Series, eine britische Rennserie für Rennfahrer im Alter von 14 bis 17 Jahren. Nach Platz vier in seiner Debütsaison gewann er 2004 den Meistertitel dieser Serie. Darauf wechselte Bratt, der 2004 und 2005 außerdem in der Wintermeisterschaft der britischen Formel Renault an den Start gegangen war, im folgenden Jahr in die britische Formel Renault, in der er den 15. Gesamtrang erreichte. In den folgenden zwei Jahren blieb Bratt in dieser Meisterschaft. Nachdem er 2006 mit einem Sieg den achten Gesamtrang belegt hatte, gewann er 2007 vier Rennen und wurde Dritter. Darüber hinaus lag Bratt in diesem Jahr auf dem zweiten Platz der Herbstmeisterschaft der Formel Palmer Audi.
Zwar nahm Bratt auch 2008 an zwei Rennen der britischen Formel Renault teil, sein Hauptaugenmerk lag allerdings auf der spanischen Formel-3-Meisterschaft. Mit fünf Podest-Platzierungen belegte er in dieser Meisterschaft den sechsten Platz. 2009 wechselte Bratt in die Euroseries 3000. Mit vier Siegen gewann er den Meistertitel dieser Serie vor Marco Bonanomi. Die beiden Titelrivalen waren am Saisonende punktgleich und hatten zudem jeweils vier Rennen gewonnen. Letztendlich wurde Bratt Meister, da er einen zweiten Platz mehr als Bonanomi erreicht hatte.
Mit Gewinn des Titels erhielt Bratt die Möglichkeit für die Scuderia Coloni in der GP2-Asia-Serie-Saison 2009/10 an den Start zu gehen. Am Saisonende war er ohne Punkte auf dem 25. Gesamtrang. Anschließend startete Bratt 2010 in der FIA-Formel-2-Meisterschaft. Mit einem zweiten Platz als bestes Resultat beendete er die Saison auf dem fünften Gesamtrang. 2011 ging Bratt zunächst erneut in der Formel 2 an den Start und absolvierte die ersten vier Veranstaltungen. Dabei erzielte er einen Sieg und drei weitere Podest-Platzierungen. Am Saisonende lag er auf dem neunten Meisterschaftsplatz.

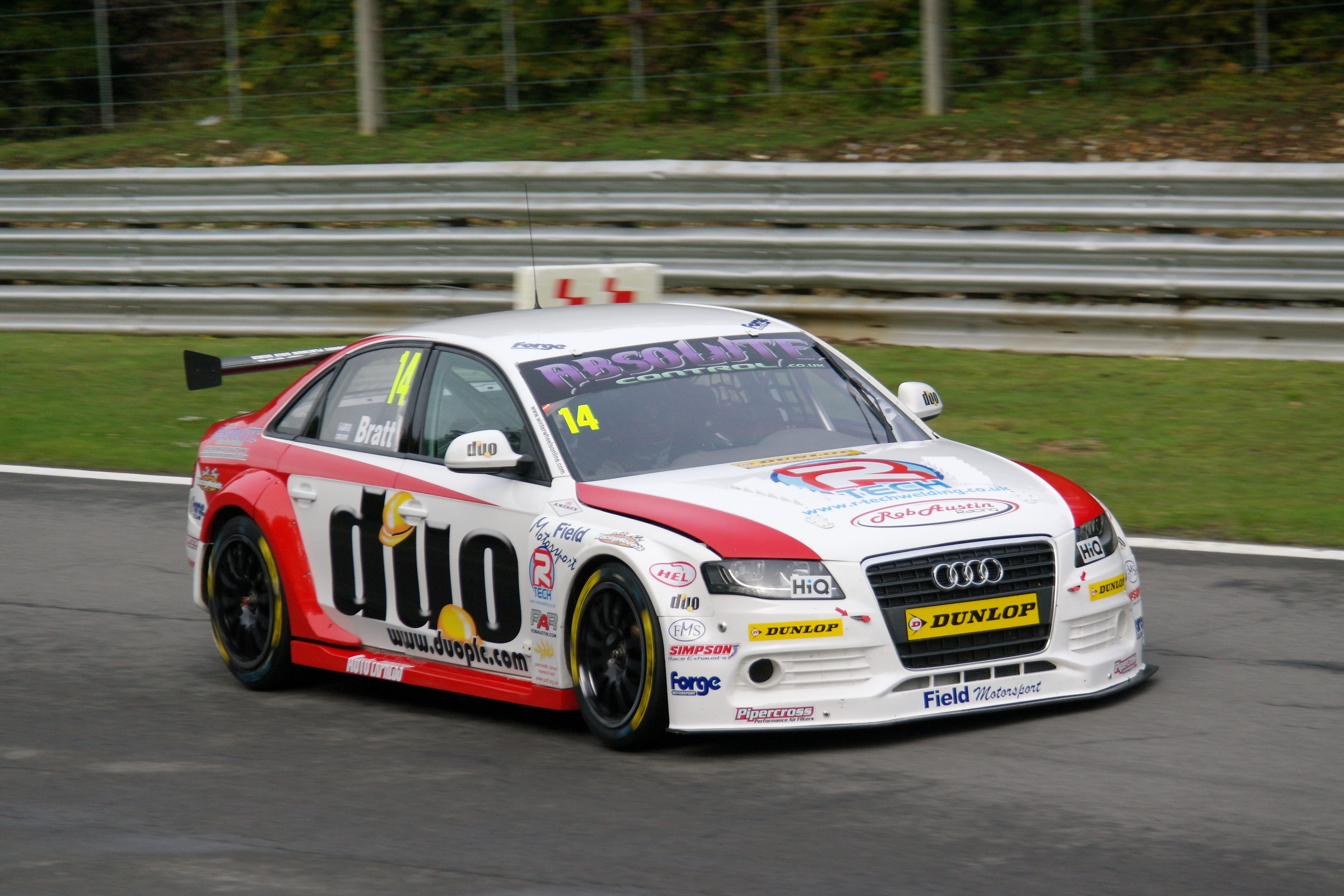
Bratt in der BTCC 2012 in Brands Hatch

2012 wechselte Bratt in den Tourenwagensport und erhielt bei Rob Austin Racing ein Cockpit in der British Touring Car Championship (BTCC). Er schloss seine Debütsaison auf dem 20. Rang ab. 2013 bestritt Bratt für Rob Austin Racing seine zweite BTCC-Saison und verbesserte sich auf den 19. Platz in der Meisterschaft. Darüber hinaus nahm Bratt 2013 für United Autosports an einem Rennen der Blancpain Endurance Series teil.
Nach einer einjährigen Motorsportpause kehrte Bratt 2015 in den Formelsport zurück. Für Pons Racing nahm er an einem Rennwochenende der Formel Renault 3.5 teil. Das Engagement resultierte aus seinen Kontakten zu Emilio de Villota jr., der Teammanager bei Pons Racing war und der Bratt aus seiner Zeit in der spanischen Formel-3-Meisterschaft kannte.

## Statistik

### Karrierestationen
| - 2000–2002: Kartsport - 2003: T Cars (Platz 4) - 2004: T Cars (Meister) - 2004: Britische Formel Renault, Winter (Platz 11) - 2005: Britische Formel Renault (Platz 15) - 2005: Britische Formel Renault, Winter (Platz 9) - 2006: Britische Formel Renault (Platz 8) | - 2007: Britische Formel Renault (Platz 3) - 2007: Formel Palmer Audi, Herbst (Platz 2) - 2008: Spanische Formel 3 (Platz 6) - 2008: Britische Formel Renault (Platz 23) - 2009: Euroseries 3000 (Meister) - 2010: GP2-Asia-Serie (Platz 25) - 2010: Formel 2 (Platz 5) | - 2011: Formel 2 (Platz 9) - 2012: BTCC (Platz 20) - 2013: BTCC (Platz 19) - 2013: Blancpain Endurance Series, Pro-Am - 2015: Formel Renault 3.5 (Platz 27) - 2021: Porsche Carrera Cup Great Britain (Platz 8) |

### Einzelergebnisse in der Formel Renault 3.5
| Jahr | Team        | 1   | 2   | 3   | 4   | 5   | 6   | 7   | 8   | 9   | 10  | 11  | 12  | 13  | 14  | 15  | 16  | 17  | Punkte | Rang |
| ---- | ----------- | --- | --- | --- | --- | --- | --- | --- | --- | --- | --- | --- | --- | --- | --- | --- | --- | --- | ------ | ---- |
| 2015 | Pons Racing | ALC | ALC | MON | SPA | SPA | HUN | HUN | SPI | SPI | SIL | SIL | NÜR | NÜR | LMS | LMS | JRZ | JRZ | 0      | 27.  |
| 2015 | Pons Racing |     |     |     |     |     |     |     |     |     | 12  | 15  |     |     |     |     |     |     | 0      | 27.  |